# Johann Placidus Friedrich Kaiser
Johann Placidus Friedrich Kaiser (* 6. November 1823 in Chur, Kanton Graubünden; † 15. Dezember 1899 ebenda) war ein Schweizer Mediziner, Gesundheits- und Bildungspolitiker.

## Leben und Werk
Kaiser war ein Sohn des Mediziners und Baders Josef Anton Andreas. Dieser wurde 1824 auf Vorschlag des Bundestages des Grauen Bundes von den Gerichtsgemeinden unentgeltlich in das Bundesbürgerrecht aufgenommen. Ein Jahr später erhielt er das Kantonsbürgerrecht und 1830 das Gemeindebürgerrecht. Er war mit der aus Mels stammende Anna, geborene Oberli, verheiratet.
Kaiser wuchs mit seinen Schwestern Amantia († 1911) und Perpetue († 1913) auf, die wie er selbst, unverheiratet blieben und mit denen er zeitlebens zusammenwohnte. Kaiser besuchte die Schule in Chur und begeisterte sich früh für die klassischen Sprachen und die römische und griechische Literatur.
Kaiser studierte in Bonn und Heidelberg Medizin und erwarb 1847 an der Universität Heidelberg den Doktorgrad. Anschliessend verbrachte er fünf Monate an den Spitäler in Wien und erlebte die Revolution von 1848/1849 im Kaisertum Österreich. Kaiser hielt seine Reiseerinnerungen in seinen erhaltenen Schriften fest. Weitere Studienstationen waren die Bäder Marienbad, Franzensbad, Karlsbad und Tepliz, wo ihn vor allem die Mineralquellen  interessierten. Über Dresden, Berlin, Hamburg und Helgoland reiste Kaiser weiter nach Paris, wo er infolge der Februarrevolution von 1848 während des Cavaignac Belagerungszustand eintraf. Zudem wohnte Kaiser der Nationalversammlung vom 26. Oktober 1848 bei, an welcher Napoleon III teilnahm und sich den Wählern als Präsident der Französischen Republik empfahl.
Als Kaiser nach Chur zurückkehrte, eröffnete er eine Praxis und übernahm in Bad Ragaz die Nachfolge seines Vaters. Zudem setzte er sich für die Gründung einer Kantonalen «Heil- und Pflegeanstalt für Geisteskranke» ein. Als Clemens von Loë, der oft seine Ferien in Graubünden verbrachte, 1883 verstarb, vermachte dieser dem Kanton sein ganzes Vermögen von mehr als einer halben Million Schweizer Franken, die er für den Bau eines Spitals für unbemittelte Kranke vorsah. Aus der Schenkung und der dafür gegründeten «Loëstiftung» konnte auch die von Kaiser gegründete Anstalt finanziert und gebaut werden. Diese konnte 1892 bezogen werden. Zudem sammelte Kaiser weiterhin Geld, um genesene und rekonvaleszente Geisteskranke nach ihrem Austritt aus der Anstalt zu versorgen.

## Ämter
Kaiser war Mitglied der Aufsichtskommission für die Heil- und Pflegeanstalt und lange Jahre Präsident des kantonalen Sanitätsrates. Er war Mitglied, Vorstandsmitglied und Präsident des kantonalen Ärztevereins. Ab 1850 gehörte Kaiser der kantonalen «Gemeinnützigen Gesellschaft» an und wurde 1866 zu deren Präsident gewählt. Als sich die Naturforschende Gesellschaft Graubünden in den 1850er-Jahren in einer Krise befand, führte Kaiser diese als Präsident. Als Mitglied der Historisch-antiquarischen Gesellschaft war Kaiser auch über viele Jahre als Mitglied und Präsident der Kantonalen Bibliothekkommission tätig. Der Bibliothek vermachte Kaiser seine wertvolle Büchersammlung und 30 000 Schweizer Franken. Ab 1874 bis zu seinem Tod war Kaiser Mitglied im Grossen Stadtrat. Zudem war er Mitglied des kantonalen Erziehungsrats, den er von 1880 bis 1893 präsidierte, und gehörte deren späteren Erziehungskommission an.
Die Churer Bürgerversammlung erteilte Kaiser am 2. Dezember 1884 das Ehrenbürgerrecht. Kaiser fand am 18. Dezember 1899 im Familiengrab auf dem Gottesacker in Chur seine letzte Ruhestätte.